# Boletus
Genre
Boletus est un genre de champignons basidiomycètes de la famille des Boletaceae. C'est le genre type de cette famille caractérisée par des tubes sous le chapeau. Il est la référence de la silhouette boletoïde : un pied ventru et un chapeau en forme de coussin. Les bolets dérivent tous d'un ancêtre commun et se sont répartis dans l'Amérique du Nord (Néarctique) et l'Europe et l'Asie Paléarctique et récemment en Afrique du Sud et en Australie.

## Étymologie
Le nom du genre est dérivé du mot latin bōlētus, « champignon » qui dérive à son tour du grec ancien βωλίτης, « champignon terrestre ». Ce dernier mot dérive de βῶλος, bolos, signifiant « motte de terre » et, métaphoriquement, champignon.
C'est un des rares taxons avec Tuber, et peut-être Amanita, dont le nom scientifique est un véritable mot latin. Le βωλίτης de Galien, comme les cèpes des écrivains latins comme Martial, Sénèque et Pétrone sont souvent identifiés comme correspondant au plus prisé Amanita caesarea.
Le mot est passé en français, « bolet », pour les champignons à tubes et notamment leurs espèces les plus nobles : les cèpes. En catalan, un bolet signifie tout simplement « un champignon »
C'est donc tout naturellement que les premiers mycologues, pour la plupart francophones, l'ont repris pour désigner un vaste genre de champignons non lamellés qui couvrait au début du XIXe siècle quasiment tout ce qu'on appelle aujourd'hui les Boletaceae, voire d'autres boletales et même des polyporales.

## Description
Les bolets présentent les caractéristiques typiques des champignons boletoïdes : jeunes, ils ressemblent à un "bouchon de champagne" et, à l'état adulte, ils présentent une silhouette avec un chapeau convexe, souvent épais et en forme de coussin : ils sont dits pulvinés. Ils ont tous une surface comme une éponge sous le chapeau constituée de tubes au lieu de lames comme chez les champignons de Paris. Ces tubes ont différentes couleurs comme le rouge, le blanc, le marron le gris et le vert olive quand ils vieillissent. La marge ou bord du chapeau est enroulée. Ils ont pied ventru ou en forme de massue, il est parfois recouvert d'un réseau de mailles: ils sont dits réticulés. Certains, lorsqu'ils sont blessés, rongés par les limaces ou sous la coupe, sont cyanescents et plus rarement nigrescents. Ils peuvent aussi développer une saveur amère ou poivrée et s'ils restent comestibles, ils sont immangeables. De rares espèces sont toxiques.

Schéma et caractéristiques du genre Boletus
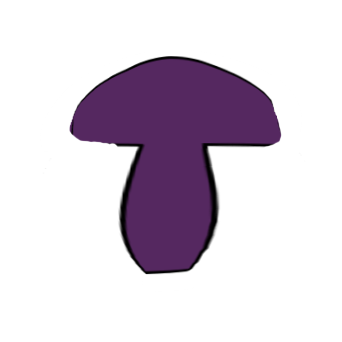
Silhouette Boletoïde
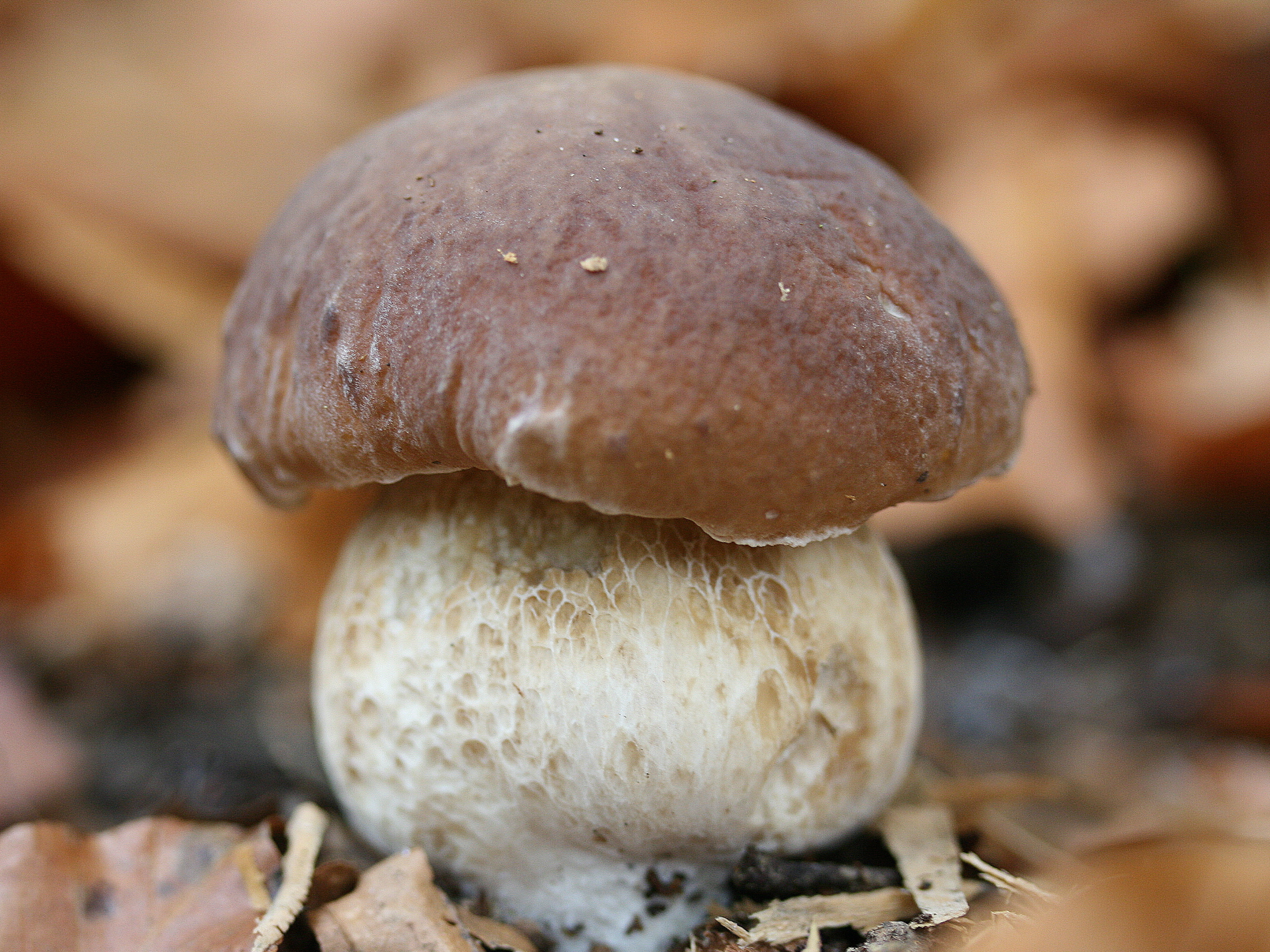
Spécimen jeune de Cèpe "bouchon de champagne"
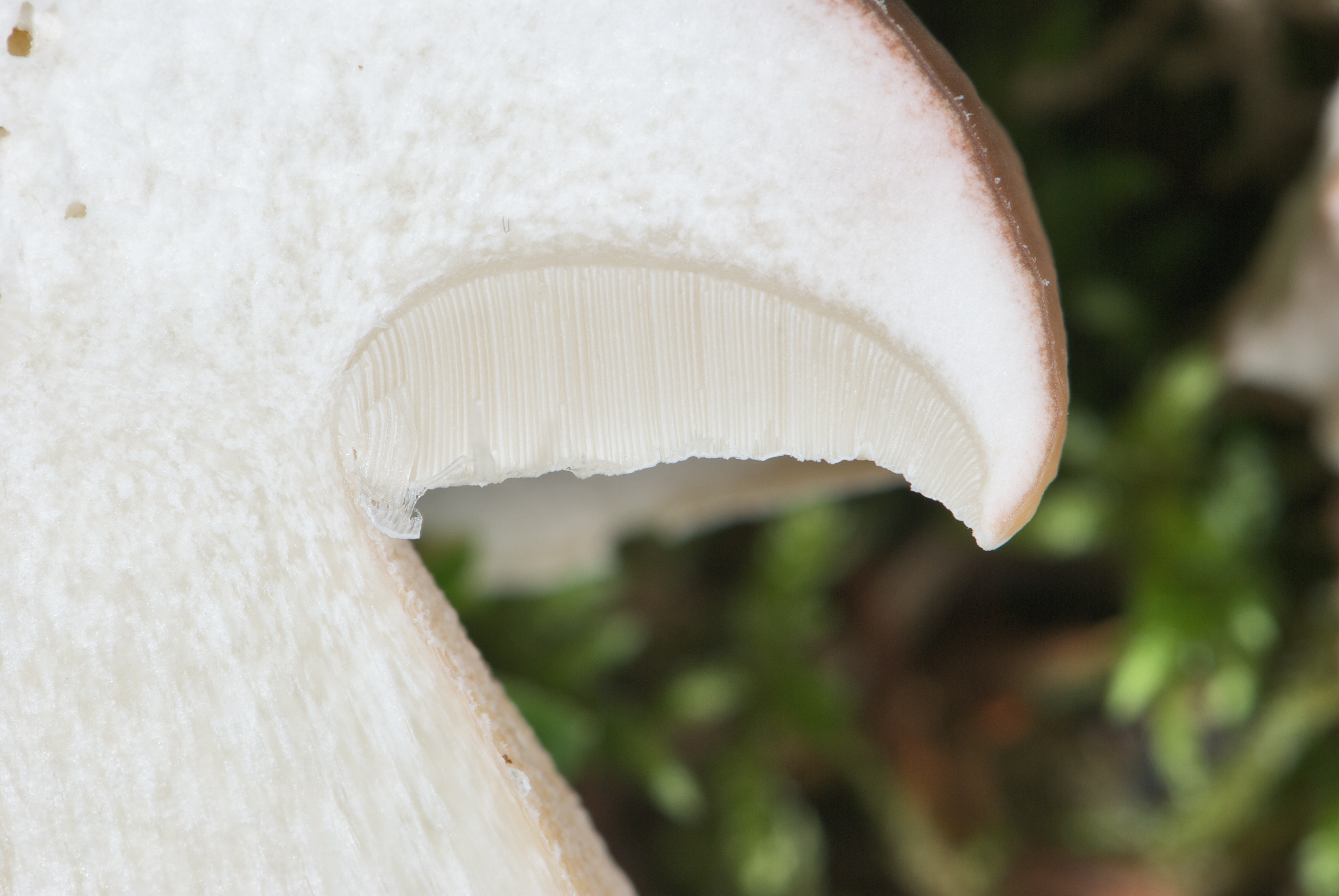
Chair ferme, tubes blancs jeunes, et marge enroulée
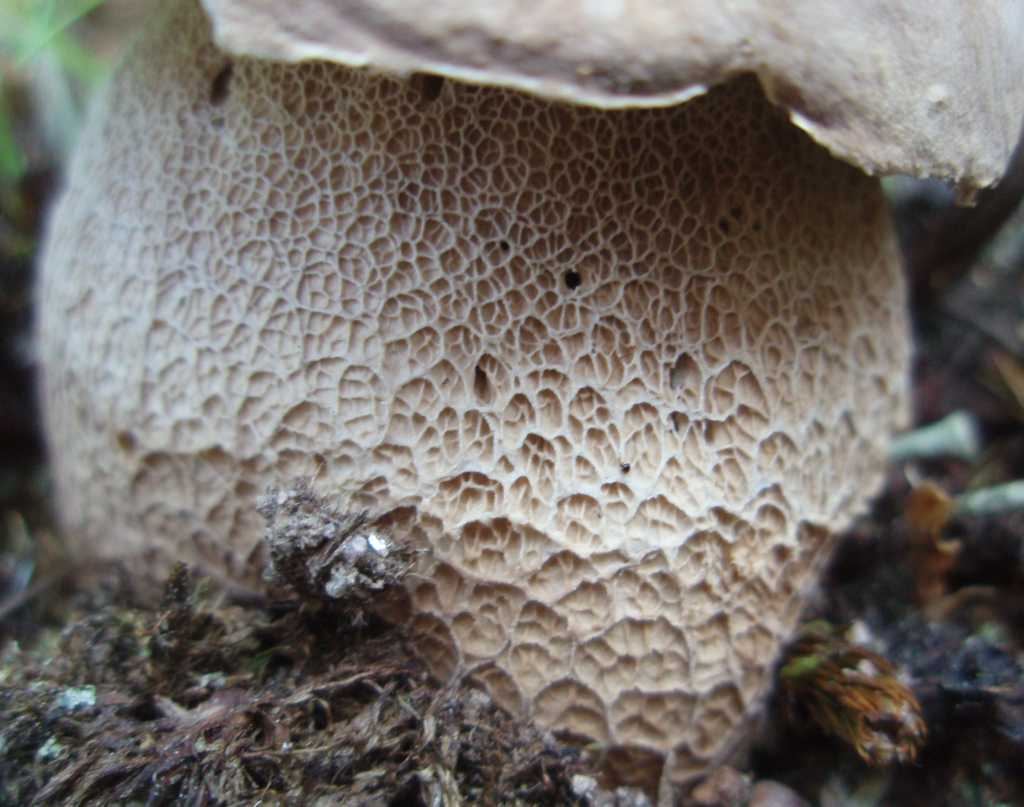
Pied ventru, réseau de mailles, dit réticulé
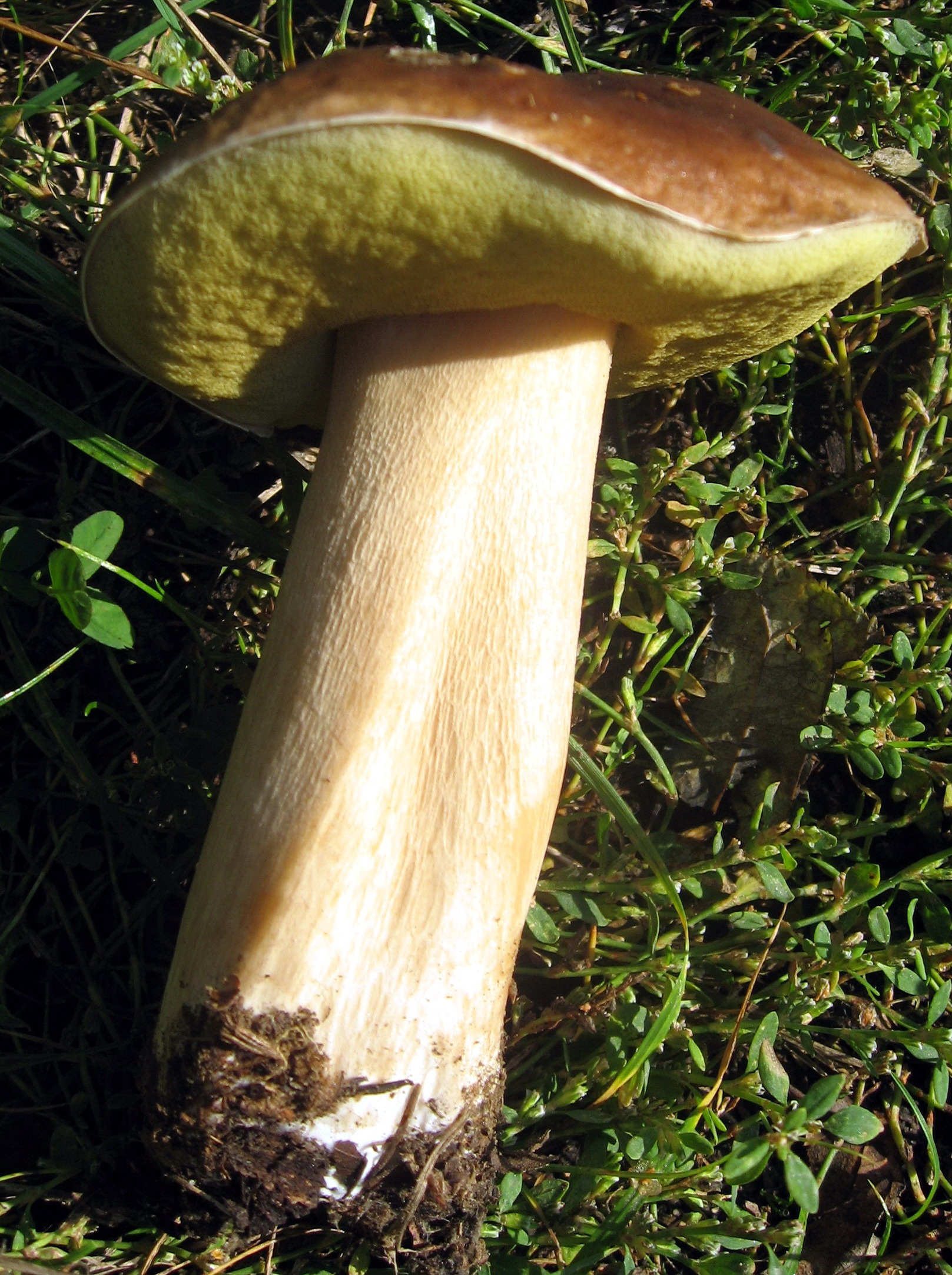
Boletus aestivalis, Pied massue et tubes verts (adulte et vieux)
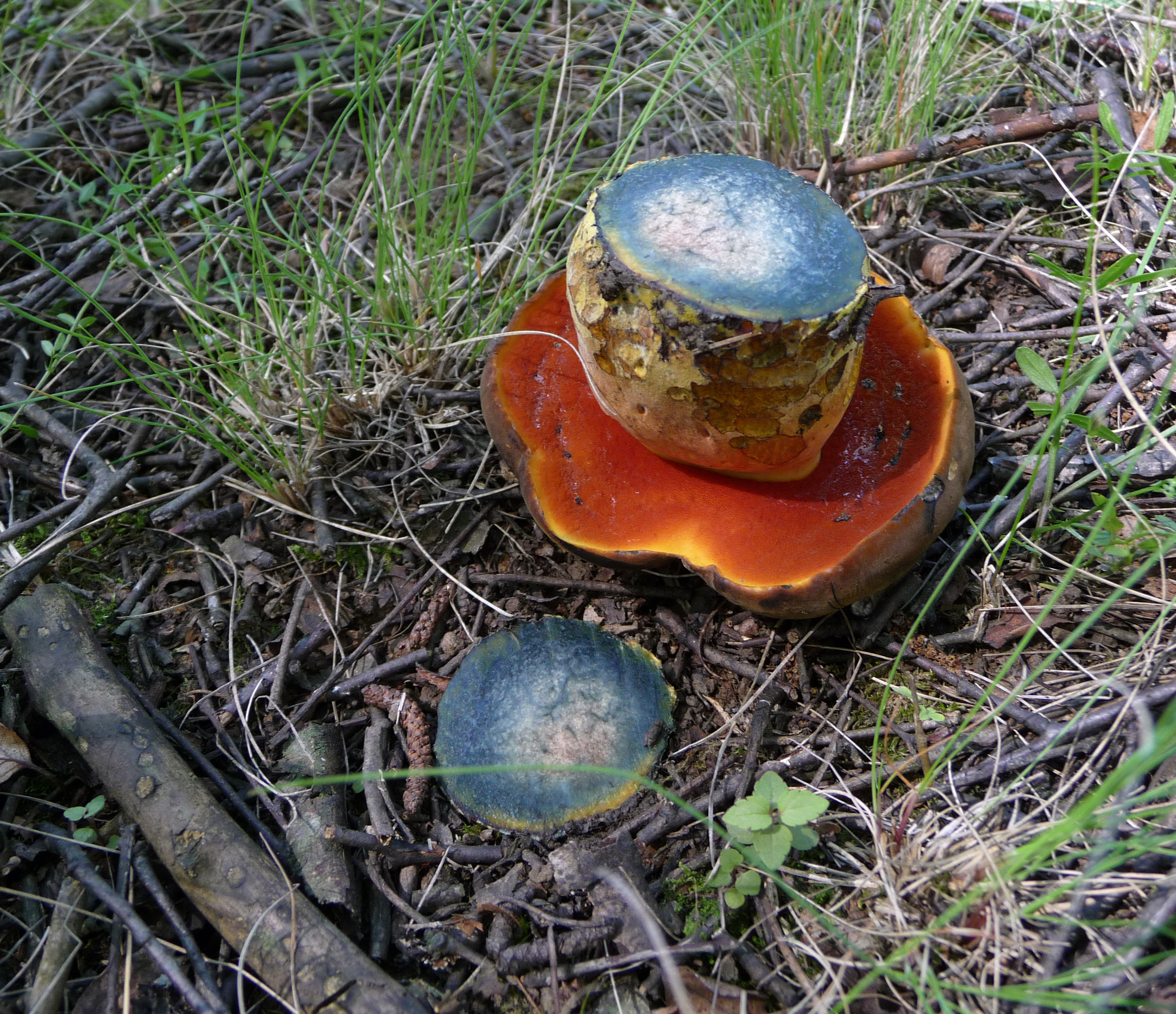
Neoboletus erythropus, tubes rouges, et cyanescent
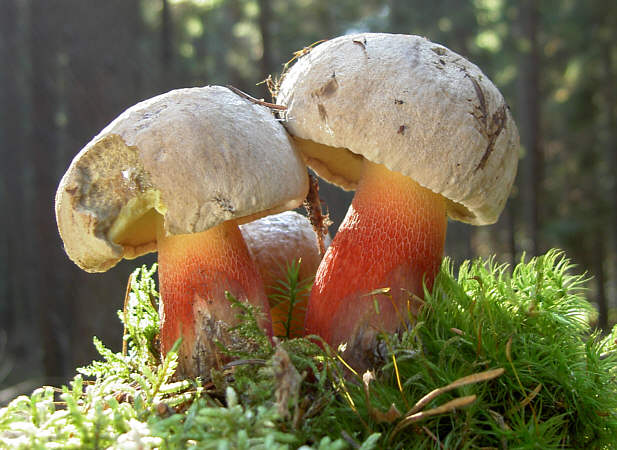
Caloboletus calopus, pied réticulé et saveur amère
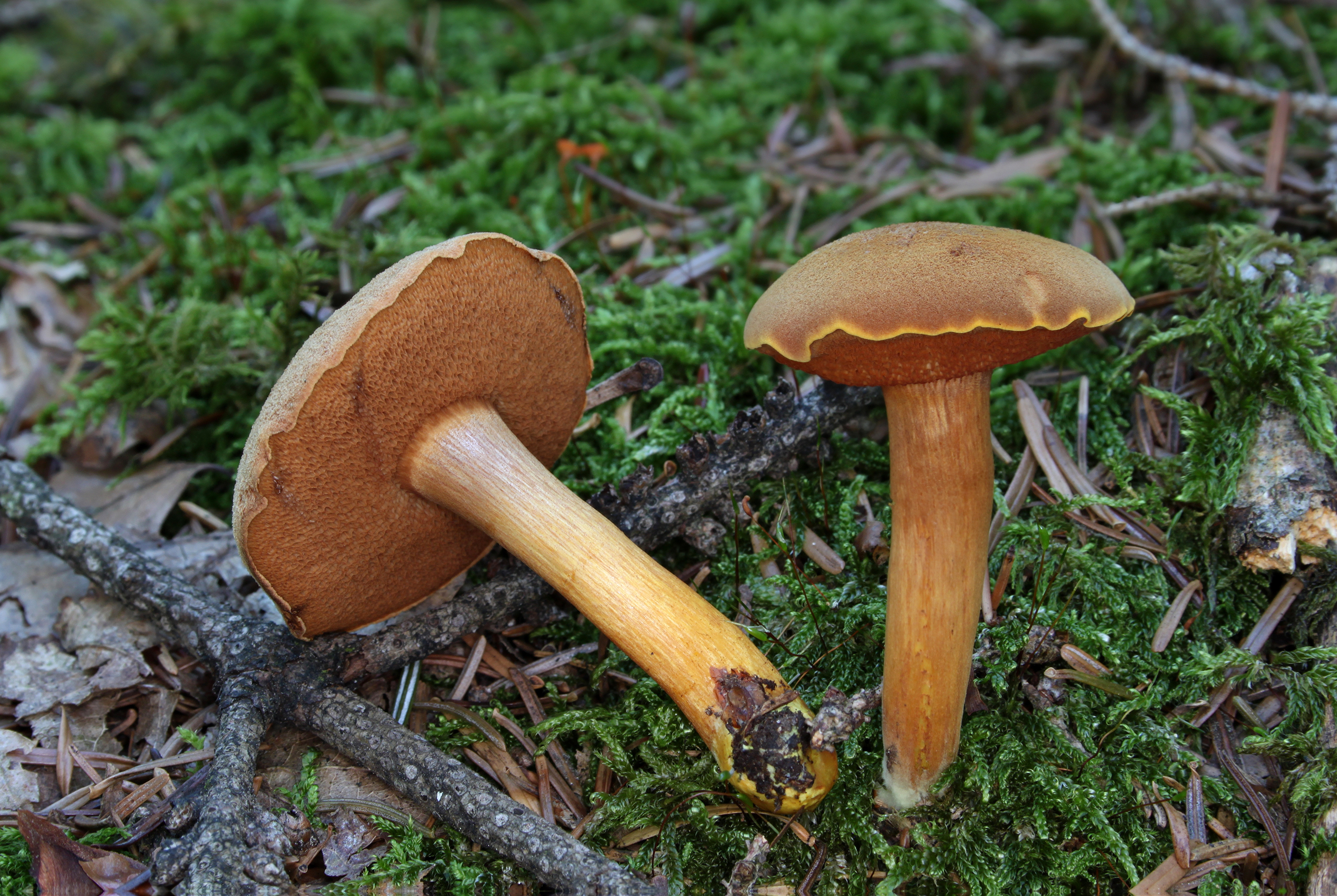
Chalciporus piperatus, saveur poivrée
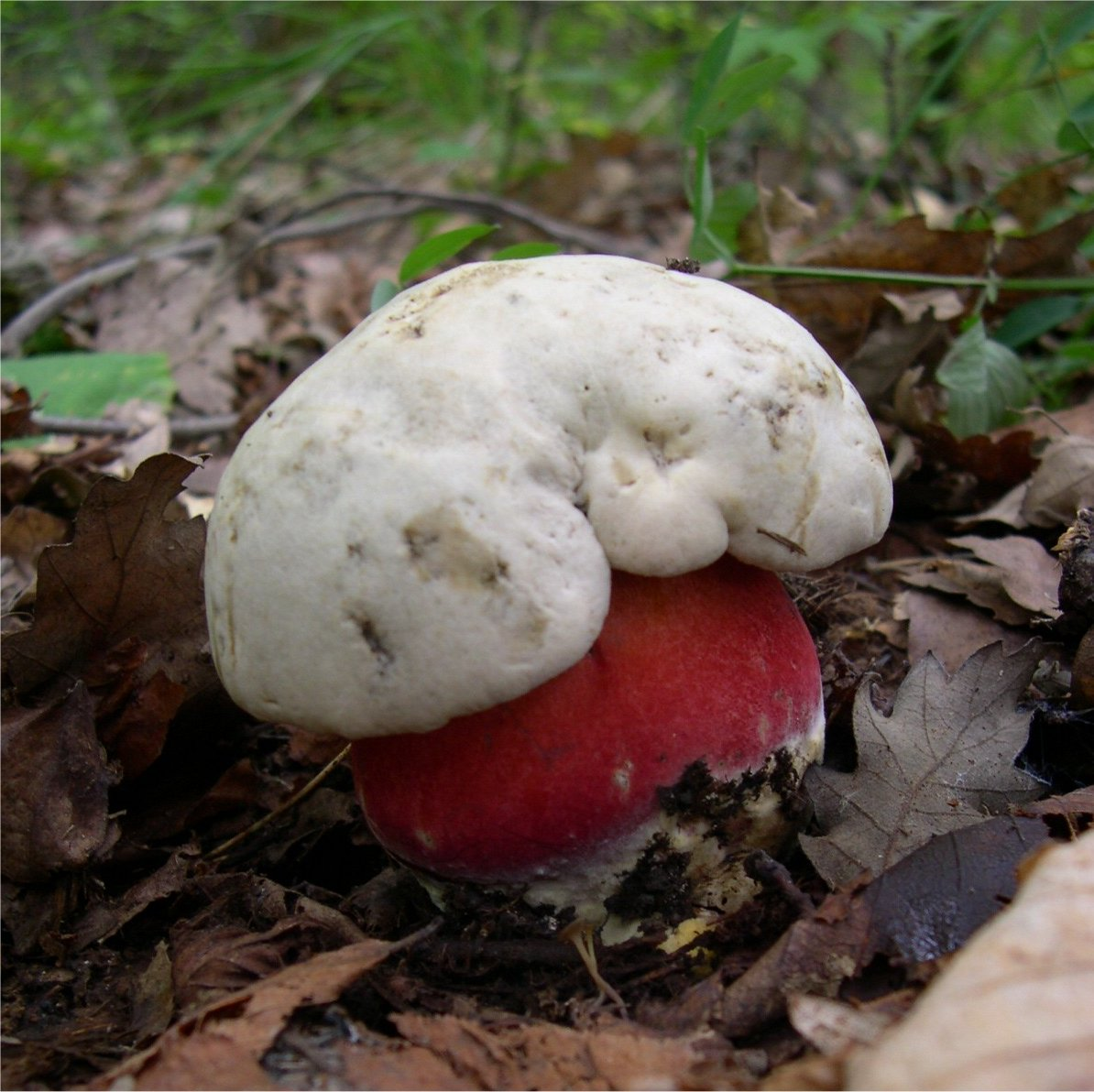
Rubroboletus satanas, Pied rouge et toxique

## Origine et évolution

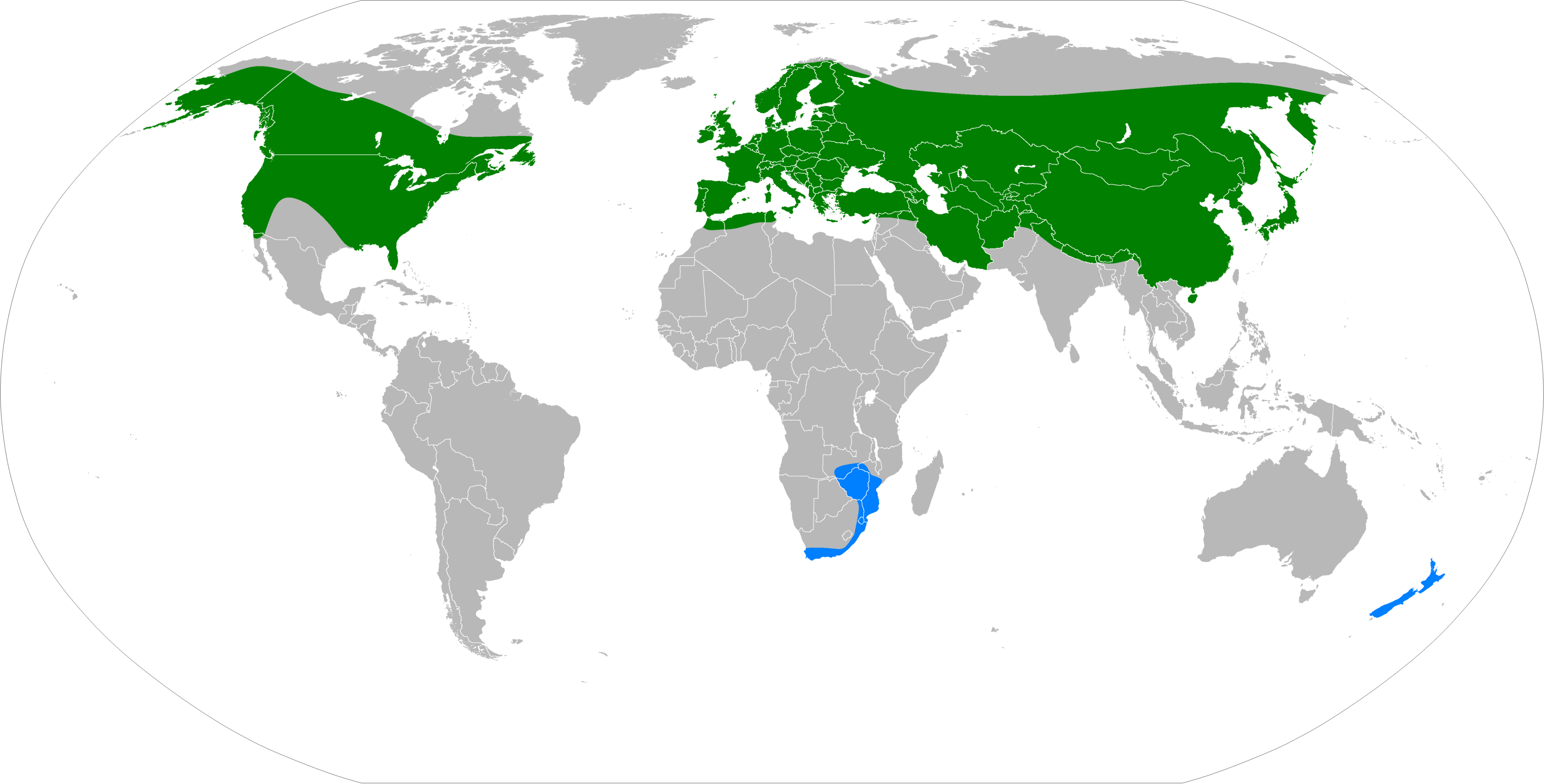
Distribution du groupe edulis dans l'hémisphère Nord et son introduction récente dans le Sud

Boletus edulis est un champignon récent, la diversification des Cèpes est située entre 34 Mo d'années et 44 Mo d'années pendant la période géologique de l'Éocène, la différenciation entre agaricales et boletales étant datée entre 139 Mo et 178 Mo d'années.
Dans une importante étude en 2010, apparaissent les nouveaux clades des edulis sensu lato et le clade des edulis sensu stricto.  L'étude précise aussi la situation de toute une série de variétés deviennent des espèces spécifiques: quatre nouvelles espèces dans le sud de la Chine, en Corée, aux Philippines et en Amérique centrale. L'étude précise aussi qu'un spécimen de Boletus variipes récolté aux Philippines est défini comme le plus récent ancêtre commun commun du groupe edulis et conclut à l'origine paléotropicale probable de la symbiose ectomycorhizienne. Enfin, cette étude révèle aussi une grande diversité mondiale quant à la distribution des espèces: en effet deux nouveaux taxons sont découverts en Thaïlande, Boletus obtextiporus sp. nov. et en Australie le Boletus inferiboletus sp. nov., devient le seul bolet de l'hémisphère Sud, d'où son nom d'inferi, confirmant l'extension intercontinentale et leur connexion phylogénétique ancienne avec le reste du groupe edulis. L'origine paléotropicale du groupe semble se confirmer.

### Classification phylogénétique
Une analyse moléculaire montre que les bolets dérivent tous d'un ancêtre commun et que les Boletales sont un clade distinct des Agaricales.
Cette classification phylogénétique, grâce à l'analyse moléculaire, confirme Boletus edulis dans le clade des boletales, mais le révèle plus proche de Porphyrellus porphyrosporus ou de Strobylomyces flocoppus que de Boletus satanas. Il est également fort proche de Paxilus involutus. Chez Boletus edulis en Europe, quelques clades se précisent.

### Position dans le phylogramme desBoletales
Phylogramme simplifié de la position des clades edule sensus lato & sensu stricto et du Cèpe de Bordeaux :
- - Boletales ou Clade des Bolets
    - Clade des Coniophorineae
      - Clade des Paxillaceae
        - Sclerodermataceae
        - Suillaceae
        - Boletaceae Clade des Boletineae
          - Boletus
            - Boletus fechtneri
              - Boletus variipes
                - Clade des Edulis sensu lato
                  - Clade des Edulis sensu stricto
                    - Cèpe de Bordeaux
                    - Cèpe américain

          - Clade des Leccinum

  - Clade des Agaricales (ou Clade des Euagarics)

### Structure phylogéographique inter et intra-continentale
Il est très probable que les nouvelles recherches, comme pour Amanita muscaria, démontrent l'évidence d'une forte structure phylogéographique inter et intra-continentale dans les edulis de l'hémisphère nord. Les cèpes d'Amérique, Boletus chippewaensis quasi semblables morphologiquement et confirmés comme une espèce à part entière du groupe edulis strictu senso, Boletus roodii (…), Boletus subcaerulescens dont la cuticule est fortement plissée et alvéolée, Boletus auriflammeus, ou encore Boletus gertrudiae qui sont dès lors confirmées comme de nouvelles espèces et pas seulement des variétés. Boletus Persoonii (Bon 1998), appelé Boletus edulis var. alba est devenu, lui aussi une espèce à part entière.

### Le CladeEdulis sensu lato
Si les mycologues avaient déjà subodoré l'existence d'un groupe ou de plusieurs sections en analysant les nombreuses variétés de Boletus edulis, les dernières recherches phylogénétiques ont démontré que Boletus edulis n'est pas une seule espèce avec des variétés locales, mais plusieurs espèces qui forment au moins cinq clades, "groupes" ou "sections" des edulis sensu lato (ou encore "clade des porcini", et en français "clade des cèpes"), selon les appellations des classifications phylogénique ou classique. Certaines publications parlaient déjà de la section edules, L'un de ces clades est celui d'edulis sensu stricto. C'est l'un des champignons les plus récents de l'évolution puisqu'il trouve son origine dans l'Éocène, époque géologique qui voit l’émergence des premiers mammifères modernes et dont la fin est marquée par une extinction massive qui est peut-être liée à l’impact d’une météorite en Sibérie. La division des ordres des boletales et des agaricales étant placée une centaine de millions d'années plus tôt. De nouveaux taxons antérieurs, découverts récemment découvert aux Philippines, permettent d'envisager l'origine paléotropicale du groupe des edulis.
Le groupe des edulis est largement distribué dans l'hémisphère Nord à travers l'Europe. Les autres espèces proches et autres variétés s'observent en Asie et en Amérique du Nord. Boletus edulis ne pousse pas naturellement dans l'hémisphère Sud, sauf une nouvelle espèce découverte récemment en Australie, mais certaines variétés ont été involontairement introduites en Afrique australe, en Australie et en Nouvelle-Zélande par les plantations de pinèdes d'espèces européennes ou nord-américaines.

### Phylogramme du cladeedulis sensu lato
Le clade edulis sensu lato, "clade des porcini" ou "clade des cèpes" est divisé en cinq clades, dont celui des edulis sensu stricto et un nouveau, celui du Yunnan, précisant la genèse des espèces et considérant Boletus variipes au Costa Rica comme l'ancêtre commun de tous les cèpes (MRCA), avec une nouvelle espèce découverte aux Philippines. Actuellement[Quand ?] seul Boletus grandedulis de Californie et Boletus arenarius de la Forêt-Noire du Bade-Wurtemberg ne sont pas encore situés
- Boletaceae  ou Clade des Boletineae[6]
  - Boletus
    - Boletus fechtneri, Bolet de Fetchner, (Europe), (MRCA[10])
      - Boletus luridus, Bolet blafard, (Europe)
      - Fistulina viscida, Fistuline viscidule, (Australie)
      - Boletus junquilleus, Bolet jonquille, (Europe)
      - Neoboletus luridiformis, Bolet à pied rouge, (Europe)
        - Boletus aestivalis, Cèpe d'été, (Europe)
          - Clade du groupe edulis sensu lato
          - Boletus variipes, Bolet à pied variable, (Philippines) (MRCA[10])
            - Boletus barrowsii, Bolet de Barrows, (Est des États-Unis)
              - Boletus quercophilus, Cèpe du chêne, (Costa Rica)
                - Boletus atkinsoniit, Cèpe d'Atkinson, (Est des États-Unis)
                - Boletus nobilissimus, Cèpe noblissime, (Est des États-Unis)

            - Boletus fagicola, Cèpe fagicole, (États-Unis)

          - Boletus fagicola, Cèpe fagicole (Bélize)
            - Boletus hiratsukae, Cèpe de Hiratsuka (Japon)

          - Boletus aff. edulis nov. sp. Chine Cèpe du Yunnan[9]
          - Boletus aereus, Cèpe bronzé (Europe, Italie)
            - Boletus mamorensis, Cèpe de la Maâmora (Maroc)
            -  Boletus reticulatus, Cèpe réticulé (Europe, Suède)

          - Boletus rex-veris Cèpe Roi du printemps, (États-Unis Ouest, forêt de conifères de Pinus ponderosa en Californie)
            - Boletus fibrillosus, Cèpe fibrilleux, (États-Unis Ouest: forêt de Pin Douglas Californie)
              - Boletus pinophilus, Cèpe des pins, (Europe: forêt de Pinus silvestris en Suède, mais avec Fagus sylvatica et Abies alba à Ceppo et Chiarino, province de Teramo, en Italie)
                - Boletus subcaerulescens, Cèpe à pores bleuissants, (Ouest des États-Unis)
                  - Boletus subalpinus, Cèpe subalpin, (Ouest des États-Unis à 5 800 m: Mont Hood, Oregon, États-Unis: mycorhize avec Pinus albicaulis)
                    - Boletus regineus (Ouest des États-Unis)

          - Boletus reticuloceps, Cèpe du Tibet, Cèpe du Tibet, Cèpe du Yunnan, Cèpe à chapeau réticulé, (Tibet, Chine)
            - Clade des edulis sensu stricto
              - Boletus edulis, Cèpe de Bordeaux, (Europe)
                - Boletus arenarius, Cèpe des sables, (Baden-Wurtenberg) (Situation probable[18])

            - Boletus affinis edulis, Cèpe d'Amérique, (États-Unis)
              - Boletus grandedulis de Californie (Situation probable[19])

### Le CladeEdulis sensu stricto

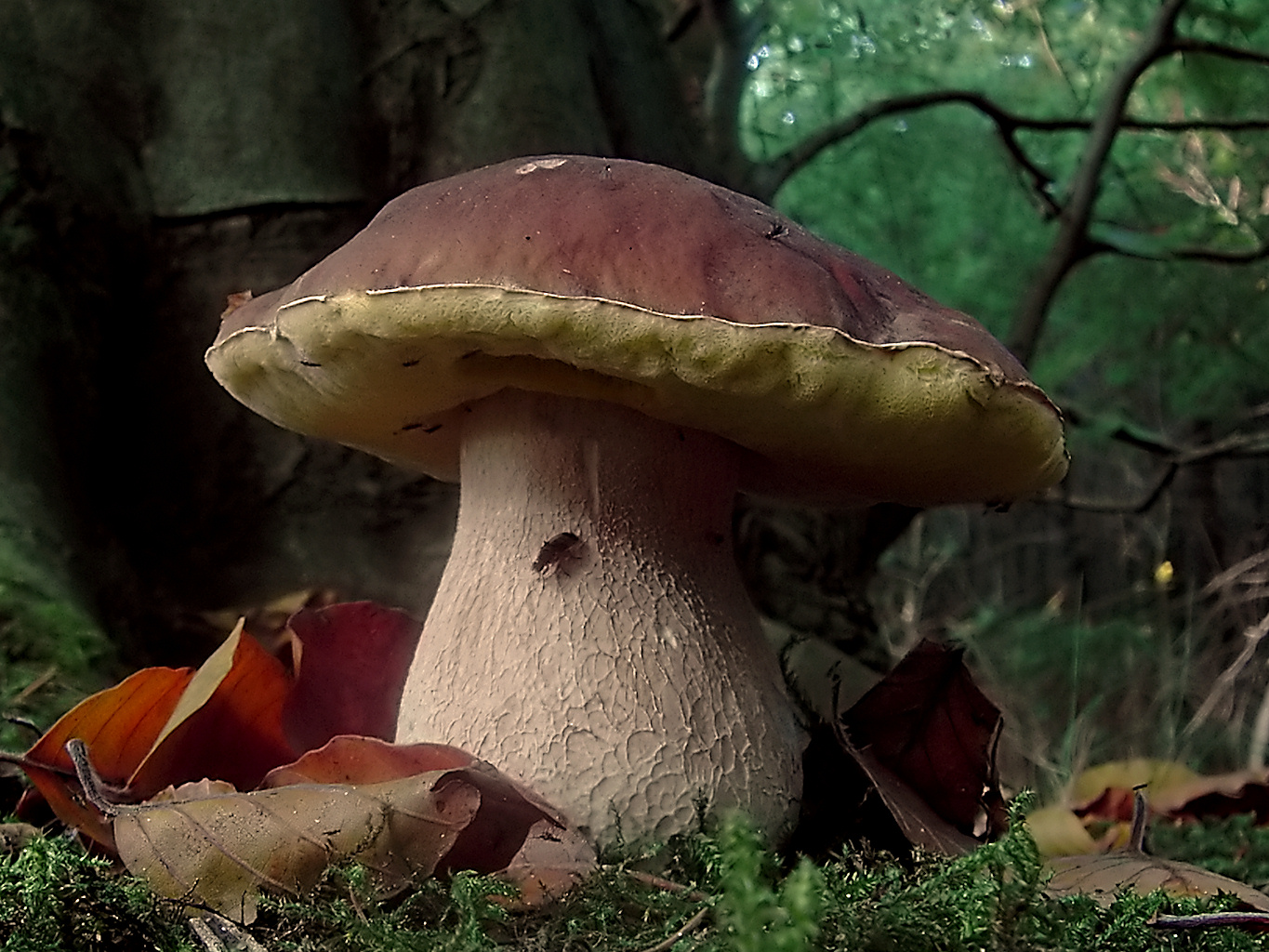
Boletus edulis strictu senso adulte, la marge de l'hyménophore se relève et l'hymenium verdit

Boletus edulis pousse dans les forêts de feuillus et les plantations de certains conifères, formant des associations symbiotiques ou mycorhizes. Son mycélium produit des sporophores, (stipe et hyménophore, pied et chapeau), au-dessus du sol à la fin de l'été et en automne.
Boletus edulis et ses nombreuses variétés classiques sont d'excellents champignons comestibles, très appréciés dans les cuisines de nombreux pays. Cuits en un quart d'heure, généralement préparés et consommés nature, agrémentés d'herbes et d'épices, ils sont intégrés avec bonheur dans les soupes, les pâtes, les sauces de gibier ou encore le risotto où les Italiens l'appellent porcini.
Il contient un nombre important de substances nutritives, incluant acides aminés, minéraux et antioxydants, et peut se révéler une source de vitamine D2 indispensable aux végétaliens et végétariens lui conférant une excellente valeur nutritionnelle.
Le commerce de Boletus edulis et des espèces proches, Boletus aereus, Boletus aestivalis, Boletus pinophilus et Boletus reticulatus, souvent associées et commercialisées en France sous le nom normalisé de Cèpes, approche les 100 000 tonnes et s'est développé avec les pays de l'Est depuis la chute du rideau de fer, et l'Italie a parfois complété ses bolets porcini séchés avec des champignons d'origine chinoise.
Certaines études suggèrent que des composantes inconnues de la microflore du sol pourraient être nécessaires pour pouvoir cultiver Boletus edulis dont la culture industrielle n'a pas pu être mise au point. La recherche démontre que c'est un choc thermique qui déclenche le développement du sporophore et qu'il ne pousse qu'entre 10 et 20 °C avec une pluviométrie importante.

### Phylogramme du cladeedulis sensu stricto
Le développement du clade des edulis sensu stricto tend a préciser que deux branches ou clades se sont développés autour d'un ancêtre commun et que de nombreuses variétés sont de facto des espèces à part entière. Si l'on admet l'hypothèse d'une origine tropicale du clade des edulis, on peut également conclure que certaines espèces se sont adaptées et modifiées des deux côtés des Alpes, mycorhizant avec le genre Pinus, tandis que d'autres se sont acclimatées ou ont modifié leur mycorhize avec d'autres espèces d'arbres vers le nord avec le genre Betula ou encore antérieurement vers le sud, comme Boletus aereus et précédemment Boletus mamorensis avec l'espèce de chêne méditerranéen Quercus suber.
- Clade des edulis sensu stricto
  - Boletus edulis, Cèpe de Bordeaux, (Europe) MRCA[10]
    - Boletus arenarius, Cèpe des sables[20] (Allemagne)
    - Boletus betulicola, Cèpe des bouleaux, (Scandinavie: Suède)
    - Boletus venturii, Cèpe citron, (Italie)
    - Boletus pusteriensis, Cèpe du val Puster, (Autriche, Tyrol)
    - Boletus persoonii, Cèpe blanc, (France: Vosges)
    - Boletus quercicola, Cèpe des chênes, (Europe)

  - Boletus affinis edulis, Cèpe d'Amérique[21], (États-Unis)
    - Boletus grandedulis, Cèpe géant, (États-Unis, Californie[20])
    - Boletus ochraceus, Cèpe ochracé, (États-Unis, Michigan)
    - Boletus clavipes, Cèpe à pied clavé, (États-Unis: Minnesota)
    - Boletus aurantioruber, Cèpe rouge-orangé, (États-Unis: Michigan)
    - Boletus chippewaensis, Cèpe du Chippewa, (États-Unis: Michigan)

## Classification phylogénétique desBoletus
Classification phylogénétique des Boletus et leur situation dans les régions biogéographiques terrestres.
- Clade des Boletales
  - …
    - Paxillaceae
      - Boletaceae
        - Suillus pictus, MRCA[22], (Néartique)
        - Boletinellus merulioides, (Néartique)
        - Boletus pallidoroseus, (Néartique)
        - Leccinum sp.
        - Xerocomus sp.
        - Boletellus
          - Aureoboletus

        - Strobilomyces
          - Strobilomyces strobilaceus, (Néartique et Paléartique)

        - Boletinellaceae
        - Boletus
          - Boletus Fechtneri, Bolet de Fetchner , (Paléartique) , MRCA[22],[12]
          - Fistulina viscida, Fistuline viscidule , (Paléartique et Australasien)
            - Boletus luridus, Bolet blafard, (Paléartique)
            - Boletus junquilleus, Boulet jonquille, (Paléartique)
            - Boletus erythropus, Bolet à pied rouge, (Paléartique)
              - Clade Boletus edulis sensu lato
              - Boletus variipes, Cèpe à pied variable, MRCA[22]
                - Boletus aestivalis, Cèpe d'été, (Paléartique)
                  - Boletus reticulatus, Cèpe réticulé, (Paléartique)
                  - Clades des Alpes et du Sud des Pyrénées
                  - Boletus aereus, Cèpe bronzé, (Nord de l'Italie et de l'Espagne)

                - Boletus pinophilus, Cèpe des pins, (Paléartique)

              - Boletus fagicola Cèpe fagicole
              - Boletus aff. edulis
                - Clade des Bolets chinois du Paléartique, Nouvelles espèces du Yunan

              - Boletus rex-veris
                - Clade américains, (Côte Ouest du Néartique).
                  - Clade des Montagnes Rocheuses

              - Boletus reticuloceps, MRCA[22]
                - Clade Boletus edulis sensu stricto
                  - Clade européen, (Paléartique), Cèpe de Bordeaux
                    - Clades des Alpes

                  - Clade américain, Cèpe d'Amérique, (Côte Est du Néartique)
                    - Clades des Apalaches

          - Boletus rubellus, (Néartique)
            -  Boletus separans, (Néartique)
              - Boletus violaceofuscus, Cèpe brun violacé (Paléartique: Japon et Chine)
              -  Boletus gertrudiae, (Néartique)

          - Boletus subcaerulescens, Cèpe à pores bleuissants, (Néartique)
          - Boletus subtomentosus
            - Boletus lanatus
              - Boletus leptospermi
                - Phylloporus sp.

          - Boletus vermiculosus, (Néartique)
            - Boletus luridus, (Paléartique)
              - Boletus torosus
              - Boletus luteocupreus

          - Boletus ananas
            - Strobilomyces sp.

## Classification Linnéenne
Le genre Boletus a été par la suite progressivement dépouillé au profit des Suillus, Leccinum et d'une vingtaine d'autres nouveaux genres. Il est maintenant limité aux espèces les plus massives, à l'instar de son espèce-type, Boletus edulis.

### Liste des espèces du genreBoletus
Selon certains auteurs, il y aurait plus de 300 espèces de bolets. 